# Ореховно-1
Ореховно-1 — деревня в Окуловском муниципальном районе Новгородской области относится к Турбинному сельскому поселению.

## Географическое положение
Деревня Ореховно-1 находится на южном и восточном берегах озера Кривцово, в 8 км к северо-востоку от деревни Мельница, в 11 км к югу от города Окуловка.
Деревня Ореховно-1 расположена на Валдайской возвышенности, на территории северо-восточной части Валдайского национального парка.
Ближайшие деревни: в 1 км к югу — Пузырёво, в 1,3 км к западу — Кривцово.

## Население
В 2002 — 1.
| 2002 | 2009 | 2010 | 2011 |
| ---- | ---- | ---- | ---- |
| 1    | →1   | ↘0   | →0   |

## История
В 1470 в деревне Ореховно жил богатый новгородский землевладелец Василий Балкашин.
В 1495 деревня Ореховно находилась в Ситенском погосте Деревской пятины Новгородской земли, в ней жил Роман Васильевич Балкашин.
В 1773—1927 сельцо Ореховно находилось в Валдайском уезде Новгородской губернии. С начала XIX века до 1918 и в 1919—1924 относилась к Боровенской волости Валдайского уезда.
Сельцо Ореховно отмечено на картах Валдайского уезда 1788, Новгородского наместничества 1792, наполеоновской 1812, столистовой 1816, и на специальной карте Западной части России Шуберта 1826—1840 годов.
В 1908 году в Ореховно-1 была усадьба М. И. Гецевича с 1 домом и населением 5 человек.
В 1928—1959 деревня Ореховно-1 относилась к Варгусовскому сельсовету Окуловского района с центром в деревне Варгусово.
В 1959 году Ореховно-1 вошло в состав Турбинного сельсовета.

## Люди, связанные с деревней
В XIX веке Николай Дмитриевич Сыромятников приобрёл 119 десятин земли и хутор на берегу озера в сельце Ореховно и поселил здесь жену и дочерей, а его сыновья Сергей и Павел в это время учились в Петербурге. Здесь у него был дом с мансардой, сад, цветник, пасека. В 1887 году Сергей Сыромятников был исключён из университета и выслан в Ореховно под надзор полиции за хранение нелегальной литературы в качестве библиотекаря «Студенческого научно-литературного общества». В начале XX века Сергей Николаевич Сыромятников в то время уже писатель и журналист приобрёл усадьбу в соседней деревне Пузырёво, а с 1916 года там поселился. С июля 1917 года возглавлял Боровёнскую волостную земскую и продовольственную управы, сам он переселился на хутор в Ореховно-1, а на базе усадьбы Пузырёво было организовано одно из первых советских имений «Пузырёво» (затем — совхоз «Путиловец»), в феврале 1918 года Сыромятников был арестован и отстранён от руководящей работы. Затем он работал учителем иностранных языков в Бологом и в Институте восточных языков в Петрограде. Постановлением президиума ВЦИК от 15 марта 1926 года в награду за научные труды хутор Ореховно-1 был передан С. Н. Сыромятникову в пожизненное пользование. Умер Сергей Николаевич в 1933 году в Ленинграде.